# Linchamiento digital
Se entiende por linchamiento digital el resultado de todo tipo de ataques, insultos y acoso generados a través de las redes sociales, normalmente de manera viral, en contra de una persona y/o su opinión. Surgido a raíz de las nuevas tecnologías y la aparición y crecimiento de las plataformas sociales, el linchamiento digital ha evolucionado y se ha convertido en una temática que, a pesar de generar controversia, está casi normalizada. Como Kumar nos explica a su artículo "Dark Ages 2.0: The Return of the PublicLynching", este tipo de acoso popular que nos puede recordar al ciberacoso depende únicamente de "la opinión colectiva de un grupo, la cual se acaba convirtiendo en un góspel." Por lo tanto, no surge de la intención de atacar a un individuo (o usuario) por una razón concreta preestablecida, sino de ir en contra de aquellos que son suficientemente temerarios para expresar su opinión, y si ésta va en contra de un gran colectivo social, sufrirá sin duda un linchamiento digital en caso de que su opinión se haga viral.

## Propagación
Los linchamientos digitales tienen origen, como es lógico, en las redes sociales y, igual que al acoso virtual surgen de la facilidad que da Internet para encubrir la identidad de alguien y, por lo tanto, para dar la sensación a aquel quien está atacante a través de, por ejemplo, Instagram, de que como no lo está haciendo en persona las consecuencias serán mucho menos graves. En inglés, el fenómeno del linchamiento digital se conoce popularmente como shitstorm y "no es más que un tipo de jurado colectivo, pleno de sarcasmo y sin una gota de benevolencia." Esto ha traído a periodistas como por ejemplo Carmen Jané a preguntarse si la línea del humor y sarcasmo ya se ha cruzado y si las redes sociales se han convertido en una plaza, como aquellas de la época medieval donde la gente iba a ver como se linchaba a alguien, donde está permitido burlarse de todo el mundo. Ella misma explica como la revista Time premió al 2006 a los internautas como "personaje del año" y diez años más tarde se preguntaba a su portada si "estamos perdiendo Internet por la cultura del odio con el sangriento ejemplo de los insultos hacia una de sus periodistas."

### Motivos
Los motivos por los cuales se produce este acoso multitudinario son temáticas controvertidas ya de por sí que, en el momento en qué alguien expresa una opinión al respecto de estas, parecen despertar a todo el colectivo que a veces engloban. Por ejemplo, encontraríamos temas como el deporte (más frecuentemente, el fútbol), la política, los famosos en general y, sobre todo, comentarios en relación con la homofobia, el machismo, y el racismo.

### Problemáticas
Entre las problemáticas que los linchamientos digitales suponen de manera obvia, encontramos, que al tratarse de temas como por ejemplo el homofobia o el machismo, uno puede llegar a la conclusión de que el que se está realizando es perfectamente lícito y está justificado. Además, más allá de esta posible justicia, encontramos el peligro de la distorsión de la información, un problema frecuente dentro del mundo de las redes sociales y que pone en entredicho cualquier información, especialmente aquella viralizada de tal manera que acaba cambiante y siendo difamada. Cómo nos dice Kumar, es muy probable que un rumor se extienda a través de las plataformas sociales y acabe siendo reescrito "en concordancia del sistema colectivo actual de conocimiento" con el que hace referencia a cómo todo el mundo puede acabar adaptando la historia para hacerla todavía más penetrante de acuerdo con sus ideales. Así pues, como él mismo nos explica:
"Una mentira repetida suficientes veces, a la vez que un rumor se difunde, puede acontecer una verdad, y esto es sobre todo aplicable al reino de los medios sociales, donde rumores sin fundamentos, datos poco verídicos, la interpretación selectiva de la historia, ideales personales, ideas poco desarrolladas, un sensacionalismo exagerado, y la valoración general son una cosa usual que se difunde normalmente con rapidez y puede limitar y alterar la visión de la gente sin que tan sólo ellos se den cuenta."
Otro posible peligro es la censura que puede ser consecuencia de este mal uso de las redes. Esta censura parece estar en vías de aplicación, con el programa de "Net Neutrality" de los Estados Unidos, que propone un Internet neutral por el cual se tendrá que pagar para tener acceso, acción con la que esperan disminuir la entrada de posibles "troles" o "haters". Además, esta peligrosa ley significaría un gran control del contenido en línea, derivando en la considerable disminución de contenido original. Este problema ya se dio con Youtube, cuando para controlar contenido y comentarios que eran considerados no aptos dentro de la plataforma social, se pasó a no monetizar muchos de los vídeos donde el contenido era mínimamente dirigido a un público adulto, cosa muy injusta que trajo a muchos Youtubers a hacer vídeos en contra de esta nueva política.
Una de las redes sociales que más linchamientos digitales origina debido a sus "trending topics" y hashtags virales es, sin duda, Twitter, y se trata también de una de las plataformas sociales con menos censura directa a contenido aparentemente no apto. Así pues, Jack Dorsey, cofundador y director general de Twitter informó en el año 2016 sobre la incorporación de un filtro de calidad que bloquea aquellas palabras consideradas como ofensivas para que no puedan, por ejemplo, llegar a ser un trending topic mundial. A pesar de que la plataforma permite la desactivación de un usuario de Twitter incluso de por vida, el anonimato facilita el retorno de aquellos que son partícipes del boicot virtual. Dado que este filtro no sirve para parar los linchamientos digitales, se ha presentado una actualización que permite al usuario seleccionar las palabras que no quiere que le aparezcan, pero esto tampoco acaba de evitar que miles de usuarios se lancen sobre alguien. Este procedimiento de censura del contenido lo siguen también Facebook y Instagram, este último cayendo muchas veces en la polémica de que si todas las imágenes que elimina son verdaderamente tan poco adecuadas.

### Consecuencias y casos polémicos
Los linchamientos digitales pueden afectar a cualquiera, pero por su carácter viral, suelen estar relacionados con figuras públicas, puesto que es más fácil que sus opiniones lleguen a oídos de todo el mundo y, al ser famosos, la gente no tiene muchas veces tanta conciencia que se trata de seres humanos iguales que cualquier otro, y no tienen ningún tipo de filtro a la hora de criticar su trabajo o derrocar su opinión. Uno de los casos más recientes es, por ejemplo, el caso de Miare, una Youtuber española que después de tener una relación con otra figura dentro de la plataforma de Youtube (DalasReview) fue completamente acosado a través de Twitter y Youtube por los fanes del segundo. Otros casos muy famosos son el de en Dani Rovira, quien después de presentar los premios Goya, recibió también un gran número de ataques a través de, principalmente, Twitter, por la "politización con la que abordó (la gala)" y el de Cristina Pedroche, una actriz y presentadora española que también ha sufrido críticas dirigidas hacia su físico.
Aun así, más allá de consecuencias como por ejemplo denuncias cuando se trata más bien de ciberacoso producido por un solo usuario (cómo por ejemplo, Eva Hache y las amenazas de muerte que recibió), todavía es más peligroso que la persona pueda llegar a sentirse tan presionada que acabe, en el peor de los casos, suicidándose. Este fue el caso del polémico suicidio de la actriz pornográfica canadiense August Ames, en diciembre de 2017, después de las diversas críticas que recibió para aparentemente negarse a grabar con un actor homosexual.

## Linchamiento digital en la ficción
El fenómeno del linchamiento digital es tan popular hoy en día que incluso la serie de Netflix, Black Mirror, decidió trasladarlo a uno de sus episodios (llamado "Odio Nacional"), que explica a la perfección (y de manera macabra y tremendista) los resultados del acoso viralizado a través de un hashtag (#deathto). A través de esta ficción distópica se presenta una realidad no muy lejana de los linchamientos digitales actuales, donde la frivolidad y facilidad de escribir un hashtag en contra de alguien se convierte en asesinato. Así pues, entendemos como "la representación online de la gente normalmente está completamente alejada de su vida real" y para ser partícipe de un linchamiento digital se puede ser, como vemos en el capítulo, incluso una profesora de primaria, o básicamente cualquier persona que piensa que lo que diga en línea no tendrá ningún tipo de repercusión en la vida real.
Otro episodio de Black Mirror que podríamos considerar relacionado con la temática del linchamiento público y digital es "Nosedive", donde una sociedad regida por el nivel de popularidad que cada cual tiene gracias a sus redes sociales acaba trayendo la protagonista hasta la pobreza, y cuando sus apariencias se hunden y es capaz de mostrar su opinión y personalidad tal como son, sufre como consecuencia un linchamiento digital (y casi real) por parte del que podríamos considerar un grupo colectivo (la sociedad distópica usual en BlackMirror). Cómo Tasha Robinson nos explica a uno de sus artículos, resulta muy fácil empatizar con la protagonista hoy en día, puesto que "el sentimiento (que ella siente) tendría que ser familiar para todo el mundo que alguna vez ha censurado su imagen en las redes sociales por miedo a sentirse demasiado expuesto" y "para todo el mundo que ha estado en un entorno online donde se le puede votar y valorar."